# Disco d'oro vol. 1
Disco d'oro vol. 1 è una raccolta di Mario Merola.

## Tracce
1.Zappatore
2.Freva 'e gelosia
3.Mamma addo' sta
4.Ave Maria
5.Cient catene
6.Giuramento
7.O mare e mergellina
8.Facitela sunna
9.E quatte vie
10.Tradimento
11.È bello 'o magna
12.Lacrime napulitane
13.Surriento de nammurate
14.Povera figlia
15.'E figlie
16.Mamma'